# Wonokeling
Wonokeling is een bestuurslaag in het regentschap Karanganyar van de provincie Midden-Java, Indonesië. Wonokeling telt 2723 inwoners (volkstelling 2010).